# 王薇 (收藏家)
王薇（1963年—），中国女企业家、收藏家。上海龙美术馆创办人之一，现任龙美术馆馆长。专注于中国现代艺术和西方艺术的收藏。

## 生平
生于上海，祖籍浙江宁波，是企业家刘益谦之妻。自小在上海石库门弄堂长大。据说一开始经介绍认识刘，与刘同年，但讲话并不投机，介绍人撮合了三四次才在一起。 1988年，嫁给刘益谦，“生了两个孩子才有感情”，之后协助刘创业，开过百货店、出租车，也炒过股票，并大力支持刘的收藏事业。
1997年3月，任上海老城隍庙艺术品拍卖公司经理。2003年开始收藏油画，特别侧重中国早期油画（民国老油画）的收藏。2007年开始收藏“红色经典系列”（即中国革命题材的近现代艺术作品），2007年收藏的油画已逾100件。2009年11月在上海美术馆策划“红色岁月”展览。
2010年3月主持策划创办以自己藏品为主的美术馆。2012年12月18日龙美术馆浦东馆开馆，任馆长。之后主持策划龙美术馆浦西馆的建设。2014年3月，龙美术馆浦西馆开张。2016年5月，这对收藏家夫妇主办的第三家美术馆－龙美术馆重庆馆开馆。

## 收藏特色
王侧重于近现代中国名家作品收藏，是这一领域中国最大的藏家。以中国早期油画（民国老油画），红色题材作品（革命题材油画），和当代中国油画为三大特色。中国现代油画收藏以陈逸飞作品为特色，是陈画作的最大海内藏家。目标是打造中国的所羅門·古根漢美術館。
馆藏作品包括李铁夫、张大千、齐白石、颜文梁、刘海粟、林风眠、方干民、吴大羽、罗中立、靳尚谊、全山石等名家作品。

## 荣誉
- 2012年与刘共同入选美国《ART NEWS》（即《艺术新闻》杂志）全球顶级200位收藏家[3]。
- 2014年第二十三届万宝龙国际艺术赞助大奖[8]。